# Kwemo Okrokana
Kwemo Okrokana – wieś w Gruzji, w regionie Mccheta-Mtianetia, w gminie Kazbegi. W 2014 roku liczyła 1 mieszkańca.